# José Barsallo Burga
José Augusto Barsallo Burga (n. Chiclayo, 8 de febrero de 1927-15 de agosto de 2010) fue un médico peruano.

## Biografía
Nació en Chiclayo, Lambayeque en 1927. Hijo de Néstor Barsallo y Rosa Burga Maradiegue.
Realizó sus estudios escolares en el Colegio Nacional San José.
Ingresó a la Facultad de Medicina de San Fernando de la Universidad Nacional Mayor de San Marcos. Sin embargo, culminó sus estudios en la Universidad de Buenos Aires y se especializó en Obstetricia y ginecología. Como estudiante, fue presidente de la Federación Americana de Estudiantes de Buenos Aires (FUBA). Obtuvo el grado de doctor en Medicina por la Universidad Nacional Mayor de San Marcos.
En 1982 fue elegido como Decano del Colegio Médico del Perú para el periodo 1982-1983.
Fue Decano de la Facultad de Medicina de la Universidad de San Martín de Porres
Entre 1985 y 1987 fue Presidente del Instituto Peruano de Seguridad Social (IPSS).
Falleció en Lima en agosto de 2010.

### Ministro del Interior
El 29 de junio de 1987 fue designado como ministro del Interior por el presidente Alan García. Renunció al cargo el 15 de mayo de 1988. 

## Publicaciones
- Drogas, responsabilidad compartida (1988) con Eduardo Gordillo Tordoya

## Reconocimientos
- Medalla de Oro Hipólito Unanue del Colegio Médico del Perú